# 澧江街道
澧江街道，是中华人民共和国云南省玉溪市元江哈尼族彝族傣族自治县下辖的一个乡镇级行政单位。

## 行政区划
澧江街道下辖以下地区：
澧江社区、玉河社区、江东社区、红侨社区、那整社区、龙潭社区、南洒村、南昏村和莫郎村。

## 中国传统村落
2013年8月，龙潭村委会者嘎村被评为第二批中国传统村落。